# Drum național 15B
Der Drum național 15B (rumänisch für „Nationalstraße 15B“, kurz DN15B) ist eine Hauptstraße in Rumänien.

## Verlauf
Die Straße zweigt am nordwestlichen Ende des Stausees Lacul Izvorul Muntelui vom Drum național 15 nach Nordosten ab und führt über den Pass von Petru Vodă (900 m) in die Stadt Târgu Neamț, wo sie den Drum național 15C kreuzt, und verläuft weiter bis Cristești, wo sie auf den Drum național 2 (Europastraße 85) trifft und an diesem endet.
Die Länge der Straße beträgt rund 44 Kilometer.